# Juliana Wittelsbach (Pfalz-Zweibrücken-Veldenz)
Juliana Magdalena Wittelsbach (ur. 23 kwietnia 1621 w Heidelbergu, zm. 25 maja 1672 w Meisenheim) - księżniczka Palatynatu-Zweibrücken-Veldenz, księżna Palatynatu Dwóch Mostów.
Córka hrabiego palatyna i księcia Palatynatu-Zweibrücken-Veldenz Jana II Wittelsbacha i Luizy Juliany Wittelsbach. Jej dziadkami byli Jan Wittelsbach i Magdalena księżniczka Jülich-Kleve-Berg oraz elektor Palatynatu Reńskiego Fryderyk IV Wittelsbach i Luiza Julianna Orańska.
14 listopada 1645 roku w Düsseldorfie poślubiła swojego kuzyna Fryderyka Ludwika księcia Palatynatu Dwóch Mostów (syna Fryderyka Kazimierza Wittelsbach). Juliana urodziła 14 dzieci:
- Karola Fryderyka (1646)
- Wilhelma Ludwika (1648-1675) - ożenił się z Charlottą Fryderyką Wittelsbach, córką Fryderyka,
- córkę (1648-1649)
- syna (1650)
- Gustawa Jana (1651-1652)
- córkę (1652)
- Charlottę Amalię (1653-1707) - wyszła za Jana Filipa Isenburg-Offenbach (1665–1718)
- Luizę Magdalenę (1654-1672)
- Marię Zofię (1655-1659)
- Elżbietę Christinę (1656-1707) - wyszła za hrabiego Emicha XIV Leiningen (1649–1684), oraz hrabiego Krzysztofa Fryderyka Dohna-Lauck (1652–1734)
- Karola Kazimierza (1658-1673)
- Julianę Eleonorę (1661-1662)
- Jana (1662-1665)